# Cristina Saralegui
Cristina Saralegui de Ávila (Havanna, Kuba, 1948. január 29.–) kubai származású amerikai újságíró, színésznő és műsorvezető az Univision csatornán. Leginkább az 1989-ben indult Cristina-show (Show de Cristina) című beszélgetős műsoráról ismert.

## Életrajz
Kuba fővárosában, Havannában született 1948. január 29-én. 1960-ban, miután Fidel Castro hatalomra került, családjával együtt 12 évesen Miamiba emigrált. Tanulmányait a floridai Key Biscayne-ben folytatta. Egyetemi tanulmányait 1966-ban kezdte a Miami Egyetemen (University of Miami). 1973-ban ösztöndíjat kapott a spanyol Vanidades című magazin szerkesztésére. Alkalmanként a spanyol kiadású Cosmopolitan magazinnál is dolgozott, az 1980-as években főszerkesztője volt. Több könyvet és saját magazint is kiadott. Színésznőként a The Taina Showban debütált. 2001-ben a Pasiones című telenovellában Cristina López nagynénit alakította. A Hollywood Boulevard 7060. szám alatt saját csillaga van. Férje Marcos Ávila, a Miami Sound Machine együttes volt tagja.

## ACristina-show
1989-ben Saralegui elhatározta, hogy a televíziónál próbál szerencsét a spanyol nyelvű Cristina-show vezetésével az Univision csatornán. A műsor az 1990-es évek alatt tett szert népszerűségre neves latin művészek meghívásával és meginterjúvolásával, köztük Shakira, Camilo Sesto, Don Francisco, Daddy Yankee, Lucía Méndez, a Menudo együttes első tagjai, Selena, Celia Cruz, Lucero, Thalía, Edith González, Julio Iglesias, Alejandro Fernández, Enrique Iglesias, Pitbull, Sussan Taunton, Jorge Ramos, Gloria Estefan és Emilio Estefan, Gloria Trevi, Chayanne, Ricky Martin, Niurka Marcos, Noelia, Anaís Martínez, RBD, Jennifer Lopez, Amelia Vega, Angélica Vale, Angélica María és sokan mások.

## Fordítás
- Ez a szócikk részben vagy egészben a Cristina Saralegui című spanyol Wikipédia-szócikk fordításán alapul.  Az eredeti cikk szerkesztőit annak laptörténete sorolja fel. Ez a jelzés csupán a megfogalmazás eredetét és a szerzői jogokat jelzi, nem szolgál a cikkben szereplő információk forrásmegjelöléseként.

## További információ
- Hivatalos oldal
- Cristina Saralegui a PORT.hu-n (magyarul)
- Cristina Saralegui az Internet Movie Database-ben (angolul)
- Cristina Saralegui a Rotten Tomatoeson (angolul)